# 기하동역학
이론 물리학에서 기하동역학(geometrodynamics)은 시공간과 그 관련 현상을 완전히 기하학적 관점에서 설명하려는 시도다. 구체적으로, 기본 힘들을 통합하고 일반 상대성이론을 3차원 계량들의 짜임새 공간으로 재구성하는 것이다. 이 아이디어의 기원은 1800년대 영국 수학자 윌리엄 킹던 클리퍼드의 논문에서 찾을 수 있다. 이 이론은 1960년대에 이론물리학자 존 휠러에 의해 열성적으로 추진되었으며 21세기에도 계속 연구되고 있다.

## 아인슈타인의 기하동역학
기하동역학이라는 용어는 일반 상대성이론과 동의어로도 볼 수 있다. 일부 저자는 1960년경 아노윗, 데세르 및 미스너(ADM 형식주의)가 도입한 일반 상대성 이론의 초기 값 공식을 나타내기 위해 아인슈타인의 기하동역학이라는 문구를 사용한다. 이 재형식화에서 시공간은 다소 임의적인 공간적인 초평면으로 분할된다. 그리고 진공 아인슈타인 장 방정식은 초기 초평면의 기하학("초기 값")이 주어지면 기하학이 "시간"에 따라 어떻게 진화하는지를 설명하는 진화 방정식으로 다시 공식화된다. 이것은 원래 초평면에 의해 충족되어야 하는 제약 방정식을 제공해야 한다. 여기에는 "게이지 선택"도 포함된다. 특히, 초평면 기하학을 설명하는 데 사용된 좌표계가 어떻게 진화하는지에 대한 선택이다.

## 휠러의 기하동역학
휠러는 곡률이 시간에 따라 변하는 동적 기하학을 사용한 일반 상대성이론의 ADM 재형식화보다 훨씬 더 근본적인 방법으로 물리학을 기하학으로 축소하기를 원했다. 여기서 세 가지 개념을 실현하려고 시도한다.
- 질량 없는 질량
- 전하 없는 전하
- 장 없는 장

그는 기하동역학으로 양자 중력의 토대를 마련하고 중력과 전자기력을 통합하길 원했다(강한 상호 작용과 약한 상호 작용은 1960년대에 아직 충분히 이해되지 않았기 때문에 포함되지 않았다).
휠러는 geon이라는 개념을 도입했다. 중력파 패킷은 시공간의 조밀한 영역에 국한되고 파동 자체의 (중력)장 에너지의 중력 인력에 의해 함께 유지된다. 휠러는 geon이 마치 거대한 물체처럼 테스트 입자에 영향을 줄 수 있다는 가능성에 흥미를 느꼈다. 따라서 질량 없는 질량이라 할 수 있다.
휠러는 또한 일반 상대성이론의 (비회전) 점질량 해인 슈바르츠실트 진공이 웜홀의 특성을 갖는다는 사실에 아주 흥미를 느꼈다. 비슷하게 하전 입자의 경우, 라이스너-노르드스트룀 전기진공 해의 기하학은 전기장선(전하에서 끝나는)과 자기장선(끝나지 않음) 사이의 대칭이 다음과 같이 복원될 수 있음을 시사한다: 전기장선은 실제로 끝나지 않고 웜홀을 통해 먼 곳이나 우주의 다른 지점으로 갈 뿐이다. 게오르크 라이니치는 에너지-운동량 텐서에 대한 전자기적 기여로부터 전자기장 텐서를 얻을 수 있다는 것을 수십 년 전에 보여주었다. 에너지-운동량 텐서는 일반 상대성이론에서 시공간의 곡률과 직접적으로 연결되어 있다. 휠러와 미스너는 이것을 중력과 전자기를 부분적으로 통합하여 전하 없이 전하를 생성하는 이른바 이미 통일된 장 이론으로 발전시켰다.
일반 상대성 이론의 ADM 재공식화에서 휠러는 운동량 제약 조건이 도출될 수 있으면 전체 아인슈타인 장 방정식이 복원될 수 있다고 주장했으며 이는 일반 상대성이론을 논리적 필연성과 같은 것으로 만드는 기하학적 고려 사항에서만 따를 수 있다고 제안했다. 특히 곡률(중력장)은 소위 시공간 거품 이라고 하는 매우 작은 규모의 매우 복잡한 위상수학적 현상에 대한 일종의 "평균화"로 발생할 수 있다. 이것은 양자 중력 또는 장이 없는 장이 제안하는 기하학적 직관을 실현할 것이다.
이러한 아이디어는 많은 물리학자들의 상상력을 사로잡았지만 휠러 자신은 그의 프로그램에 대한 초기 희망을 재빨리 무너뜨렸다. 특히, 스핀 1/2 페르미온은 다루기 어려운 것으로 판명되었다. 이를 위해서는 아인슈타인-멕스웰-디랙 시스템의 아인슈타인 통일장이론 또는 더 일반적으로 아인슈타인-양-밀스-디랙-힉스 시스템으로 가야 한다.
또한 데카르트와 스피노자의 공간의 본성에 대한 아이디어들 중 일부를 실현할 가능성에 흥미를 가진 여러 철학자들이 기하동역학에 관심을 보였다.

## 기하동역학의 현대적 개념
보다 최근에 크리스토퍼 아이샴, 제레미 버터필드 및 그들의 학생들은 중력의 양자 이론에 대한 최근 연구와 일반 상대성 이론의 초기 값 공식화에 대한 아주 광범위한 수학적 이론의 추가 발전을 고려하며 양자 기하동역학을 계속 개발했다. 휠러의 원래 목표 중 일부는 특히 양자 중력에 대한 토대를 마련하려는 희망과 같이 이 작업에서 여전히 중요하다. 철학적 프로그램은 또한 여러 저명한 기여자들에게 계속 동기를 부여하고 있다.
중력 영역의 위상수학적 아이디어는 리만, 클리퍼드 및 바일로 거슬러 올라가며 오일러 지표로 특징 지어지는 휠러의 웜홀에서 보다 구체적인 실현을 발견했다. 이는 블랙홀에 손잡이를 부착한 결과이다.
일반 상대성이론은 태양계와 이중 펄사에 대해 관측적으로 잘 확립되어 있다. 일반 상대성이론에서 계량은 두 가지 역할을 하는데, 시공간의 거리를 측정하고 크리스토펠 기호의 중력 포텐셜 역할을 한다. 이 이분법은 중력을 양자화하는 데 주요 장애물 중 하나인 것으로 보인다. 아서 에딩턴은 이미 1924년 저서 The Mathematical Theory of Relativity (제2판)에서 접속을 기본 장으로 보고 계량을 파생된 개념으로 간주할 것을 제안했다.
결과적으로, 4차원에서 기본적 작용은 해당 게이지 접속의 폰트랴긴 불변량과 같은 계량이 없는 위상수학적 작용으로부터 구성되어야 한다. 양-밀스 이론과 유사한 방식으로, 위상수학적 유령을 통해 곡률 및 비앙키 항등식의 정의를 수정하여 양자화를 할 수 있다. 이러한 등급화된 카르탕 형식화에서 유령 연산자의 멱영원적 성질은 외미분에 대한 푸앵카레 보조정리와 동등하다. 쌍대성 게이지 고정과 함께 BRST 반(反)장 형식을 사용하여 이중 쌍대 곡률 공간에서 일관된 양자화를 얻는다. 제약 조건은 1919년 헤르만 바일 및 1974년 양전닝이 이미 아핀 형식으로 제안한 중력의 곡률 제곱 '양- 밀케 이론'에 순간자 유형 해을 유도한다. 그러나 이러한 정확한 해는 '진공 축퇴'를 나타낸다. 고유한 거시적 '배경'으로서 부분적으로 위상수학적 기원의 유도된 우주 상수를 갖는 아인슈타인의 방정식을 유지하려면 scale breaking 항을 통해 곡률의 이중 쌍대성을 수정해야 한다.
이러한 scale breaking 항은, 게이지 곡률이 F로 표시되는 제약 형식화, 소위 BF 방식에서 보다 자연스럽게 발생한다. 중력의 경우, 4차원 SL(5, R)의 메타 선형 군에서 벗어난다. 따라서 (반) 드 시터 게이지 중력 이론을 일반화한다. 이에 상응하는 위상 BF 이론에 자발적 대칭 파괴를 적용한 후 대칭 파괴의 규모와 관련된 작은 우주 상수와 함께 아인슈타인 공간이 다시 나타난다. 여기에서 '배경' 계량은 힉스 같은 메커니즘을 통해 유도된다. 이러한 변형된 위상수학적 체계의 유한성은 자발적으로 깨진 모델의 양자화 후에 점근적 안전성으로 변환될 수 있다.

## 같이 보기
- 일반 상대론의 수학적 형식화
- 해밀턴-야코비-아인슈타인 방정식 (HJEE)
- 수치상대성이론
- 블랙홀 전자

## 더 읽어보기
- Grünbaum, Adolf (1973): Geometrodynamics and Ontology, The Journal of Philosophy, vol. 70, 아니. 1973년 12월 21일, pp. 775–800, 온라인 버전(가입 필요)
- Mielke, Eckehard W. (1987): Geometrodynamics of Gauge Fields --- On the geometry of Yang—Mills and gravitational gauge theories, (Akademie-Verlag, Berlin), 242쪽. (2판, Springer International Publishing Switzerland, Mathematical Physics Studies 2017), 373쪽.